# Rosaryville
Rosaryville és una concentració de població designada pel cens dels Estats Units a l'estat de Maryland. Segons el cens del 2000 tenia 12.322 habitants.

## Demografia
Segons el cens del 2000, Rosaryville tenia 12.322 habitants, 4.112 habitatges, i 3.367 famílies. La densitat de població era de 348 habitants per km².
Dels 4.112 habitatges en un 40,5% hi vivien nens de menys de 18 anys, en un 64,7% hi vivien parelles casades, en un 12,6% dones solteres, i en un 18,1% no eren unitats familiars. En el 14,3% dels habitatges hi vivien persones soles el 3,6% de les quals corresponia a persones de 65 anys o més que vivien soles. El nombre mitjà de persones vivint en cada habitatge era de 2,99 i el nombre mitjà de persones que vivien en cada família era de 3,29.
Per edats la població es repartia de la següent manera: un 28% tenia menys de 18 anys, un 6,8% entre 18 i 24, un 32,3% entre 25 i 44, un 25,8% de 45 a 60 i un 7,1% 65 anys o més.
L'edat mediana era de 37 anys. Per cada 100 dones de 18 o més anys hi havia 92,4 homes.
La renda mediana per habitatge era de 79.715 $ i la renda mediana per família de 85.225 $. Els homes tenien una renda mediana de 48.776 $ mentre que les dones 41.843 $. La renda per capita de la població era de 27.817 $. Entorn de l'1,7% de les famílies i el 2,9% de la població estaven per davall del llindar de pobresa.

## Poblacions més properes
El següent diagrama mostra les poblacions més properes.